# 瑪麗亞·文托-卡布奇
瑪麗亞·文托-卡芭琪（María Vento-Kabchi，1974年5月24日—），委內瑞拉职业网球运动员，她的最高單打世界排名為26（2004年7月19日）。
在她的職業生涯，她還沒有贏得了單打冠軍，但她贏得了4個雙打冠軍。
她有1,591,803美元總額獎金。在她的最好成績是進入大滿貫賽事第四輪在1997年溫布爾登網球錦標賽和2005年美國網球公開賽。

## 外部連結
- WTA官網的資料[]